# Bujny Szlacheckie (gmina)
Bujny Szlacheckie (pocz. Bujny) – dawna gmina wiejska istniejąca do 1954 roku w woj. łódzkim. Siedzibą władz gminy były Bujny Szlacheckie.
Gmina Bujny powstała za Królestwa Polskiego w 1868 roku, w powiecie piotrkowskim w guberni piotrkowskiej z obszaru zniesionych gmin Łobudzice i Kociszew.
W okresie międzywojennym gmina Bujny Szlacheckie należała do powiatu piotrkowskiego w woj. łódzkim. Po wojnie gmina zachowała przynależność administracyjną. Według stanu z dnia 1 lipca 1952 roku gmina składała się z 22 gromad: Bocianicha, Bujny Szlacheckie, Dąbrowa, Grabostów, Grębociny, Karczmy, Kociszew, Kociszew kol., Łobudzice, Łobudzice kol., Ostoja, Pawłowa, Podwody, Podwody kol., Pukawica, Rożniatowice, Sromutka, Sromutka kol., Strzyżewice, Wola Kruszyńska, Zabłoty i Zagłówki.
Jednostka została zniesiona 29 września 1954 roku wraz z reformą wprowadzającą gromady w miejsce gmin. Po reaktywowaniu gmin z dniem 1 stycznia 1973 roku gminy Bujny Szlacheckie nie przywrócono, a z jej dawnego obszaru powstała większa część nowej gminy Zelów (gmina Zelów sprzed 1954 roku należała do powiatu łaskiego i składała się tylko z 4 gromad).